# Marcello Barlocco
Marcello Barlocco (Genova, 1º marzo 1910 – Genova, 12 novembre 1969) è stato uno scrittore e poeta italiano.

## Biografia
Figlio di un rinomato farmacista carcarese, la sua vita e la sua figura sono avvolte quasi nella leggenda, talché a volte viene a rendersi alquanto difficile districare il vero dall'immaginario. Fin da giovanissimo Barlocco mostra una personalità insofferente e ribelle. I familiari lo vorrebbero farmacista, nonostante il suo diniego, e comunque proveranno a farlo diventare marinaio, onde farsi le ossa e diventare così, secondo la loro idea, un "vero uomo". Ma la vita di mare e il rapporto con la brutalità dei marinai gli risulta ostico e insostenibile. Proprio in questo periodo inizia a prendere la marijuana, a quanto racconta per mano di una prostituta con la quale ebbe contatti in uno dei suoi scali portuali. Ritorna comunque a frequentare l'università, laureandosi in farmacia, anche se i suoi interessi restano comunque altri, la letteratura soprattutto, come necessità, e il desiderio di rendersi indipendente. 
Nel 1950, con il libro I racconti del Babbuino, proposto al Premio Viareggio, ottiene un discreto successo di critica. Il suo stile e il suo modo di scrivere non rispecchiavano comunque il comun denominatore della società letteraria di allora e la sua tendenza omologante neorealista, rivolta all'impegno politico e ai temi della Resistenza. Anche se il suo difficile inquadramento in schemi predefiniti gli consentono solo un ruolo marginale nell'ambito della letteratura di allora, Barlocco collabora comunque a diversi giornali e riviste, pubblicando tra il 1952 e il 1954 Per chi danza l'orso viola, Veronica, i gaspi e Monsignore e un saggio sulla Interpretazione dei dati di laboratorio nella pratica medica. Scrive inoltre in questo periodo una serie di testi teatrali che hanno un qualche successo, di cui alcuni verranno portati in scena da Carmelo Bene (vedi Tre atti unici). 
Nel 1958 Barlocco viene arrestato per presunto traffico di stupefacenti e internato in seguito nel manicomio criminale di Reggio Emilia. Dopo pochi mesi dal suo internamento, un quotidiano riporta la notizia della sua morte, poi smentita da un errore di battitura che lo dava per "deceduto" invece che "detenuto" nel manicomio criminale. Nel 1961 Barlocco presenta un memoriale alla magistratura denunciando di essere stato sottoposto a pesanti sevizie nel manicomio di Reggio Emilia. L'esperienza carceraria segnerà irreversibilmente la sua vita futura fino alla sua morte avvenuta il 12 novembre 1969.
La sua esperienza isolata, burrascosa e anticonformista, portò alcuni a considerarlo come un nuovo Dino Campana o François Villon. Altri critici e studiosi hanno fatto raffronti con Edgar Allan Poe o forse un po' impropriamente con Franz Kafka.
Carmelo Bene, che interpretò alcuni suoi testi per teatro, lo ricorda nelle sue due autobiografie (Vita di Carmelo Bene e Sono apparso alla Madonna) come un folle straordinario...

## Opere
- I racconti del Babbuino (1950)
- Veronica, i gaspi e Monsignore (1953[6])
- Per chi danza l'orso viola? (1954)
- Interpretazione dei dati di laboratorio nella pratica medica (1954)
- Un negro voleva Iole. Racconti scelti e aforismi inediti (2020)

## Partecipazioni

### Teatro
- Tre atti unici, scritto da Marcello Barlocco, interpretato e diretto da Carmelo Bene. Genova, Teatro Eleonora Duse (maggio 1961).

### Cinema
- Partecipò come attore, nei panni di un generale, nel film del 1949 Al diavolo la celebrità.[7]